# Azienda
Azienda ou fazenda é, em contabilidade e economia, o patrimônio sofrendo constantes ações de natureza econômica por parte do elemento humano por ele responsável.

## Aziendalismo
Aziendalismo é uma teoria científica italiana que define, como objeto de estudo da contabilidade, a azienda. No Brasil, a azienda era considerada objeto de estudo da economia aziendal, ramo contábil da economia que não se desenvolveu.

## Origem italiana do termo
Azienda significa, em italiano, "fazenda" ou "empresa". Talvez seja este o primeiro jargão e conceito que o estudante da área contábil aprende: "contabilidade é a ciência que estuda o patrimônio à disposição das aziendas". "Fazenda" é oriundo do latim vulgar português facenda, "coisas que devem ser feitas".

## Utilização do termo no Brasil
Deve-se anotar o tradicional estudo do professor Francisco D'Áuria sobre a visão de Giuseppe Cerboni (o mestre da Escola Personalista) e que, muitas vezes, confundiu o significado de azienda para o estudante brasileiro. Conforme D'Áuria, em obra de 1949, Cerboni afirma que as ações de natureza econômica devem contar com o "pensamento administrativo" (que, na verdade, seria um "pensamento jurídico", pois completa  dizendo que "indica ao homem a vereda do direito e da moral"). Assim, as aziendas seriam entidades econômico-administrativas, mas com o sentido administrativo que lhe deu Cerboni. 
Sem agregar essa conotação jurídica, pode-se entender azienda como o correspondente contábil do antigo conceito econômico de organização (chamada de "instituição" na esfera pública). Esse conceito teve origem quando economistas clássicos que definiram os três "fatores econômicos" (capital, terra e trabalho) não conseguiram explicar satisfatoriamente a geração de riquezas, principalmente a partir do surgimento de grandes corporações mercantis. Assim, começou-se a introduzir a organização como o quarto fator. Caberia, à contabilidade, a função de medir e explicar o produto econômico obtido de forma sistêmica a partir da seguinte estrutura: organização (definida como conjunto de pessoas) e patrimônio (conjunto de bens, direitos e obrigações), este sofrendo a ação e a influência daquela, tendência observada nas teses de Herrmann Jr. e dos contabilistas de influência latina.  
Atualmente, a teoria da azienda quase não é discutida na contabilidade aplicada no Brasil, uma vez que vem sendo substituída pelos conceitos de gestão da forma como é entendida pelos contabilistas anglo-americanos. Todavia, os juristas que escrevem sobre aspectos empresariais brasileiros se apropriam cada vez mais do termo, colocando-o como sucedâneo moderno da antiga expressão fundo de comércio e suas variações.

## Classificação da azienda

### Quanto ao fim
- Social: não visam ao lucro. São as sociedades de caráter beneficente, esportivo, cultural, recreativo, religioso etc.;
- Econômico-social: são aziendas sociais cujo objetivo é o crescimento econômico das mesmas, com objetivo de prestar serviços específicos, como sociedades de pecúlios, aposentadorias e benefícios;
- Econômica: visam ao lucro voltado para seu próprio benefício. Há numerosos exemplos desse tipo de azienda que permeiam toda a sociedade moderna.

### Quanto a seus proprietários
- Pública: pertencente à coletividade, mas podendo ser administrada tanto pelo setor público como pelo setor privado (no caso de concessão);
- Particular: pertence a um indivíduo ou a um grupo restrito de pessoas.